# Чемпионат СССР по современному пятиборью 1968
16-й чемпионат СССР по современному пятиборью был проведён в Москве с 3 по 7 августа 1968 года. Награды разыгрывались в личном и командном первенстве.
Чемпионат являлся главным стартом в сезоне 1968 года. Именно на этом турнире окончательно определился состав сборной команды СССР по современному пятиборью для участия в Олимпийских играх 1968 года в Мехико  Мексика.
Впервые звание чемпиона Советского Союза завоевал Павел Леднёв, выступающий за Спортивный клуб армии Львова.

## Личное первенство
| Дисциплина        | Золото                                                           | Серебро                                                 | Бронза                                              |
| Личное первенство | Павел Леднёв · Украинская ССР · Львов · Вооруженные Силы · 5 202 | Борис Онищенко · Украинская ССР · Киев · Динамо · 5 120 | Стасис Шапарнис · Москва · Вооруженные Силы · 5 006 |

## Командное первенство
| Дисциплина           | Золото                                                      | Серебро | Бронза |
| Командное первенство | Южная группа войск (ЮГВ) Т. Фроленко А. Шевченко В. Ланской |         |        |

## Верховая езда
Соревнования по верховой езде проходили на подмосковной спортивной базе «Планерная». На трассе было установлено 20 препятствий, 8 из которых спортсмены преодолевали спускаясь по склону. К тому же на маршруте пятиборцам приходилось то и дело менять направление, что внесло дополнительную трудность.
Старту предшествовала жеребьевка. Спортсмены по очереди вынимали из кубка номерки лошадей, а зрители радостным гулом или соболезнующим молчанием реагировали на тот или иной жребий.
Олимпийскому чемпиону Виктору Минееву (Москва, «Спартак») досталась Баснописка. Все дружно поздравляли с удачей, но кто знал, что этот скакун, в прошлом не раз выручавший пятиборцев, ныне далек от прежней формы. Одну закидку за другой совершала Баснописка. Отчаянные попытки Минеева спасти положение не принесли успеха. В итоге — 510 очков и никаких шансов занять высокое место. Подвела эта лошадь и Леонида Иванова из Львова, который стартовал во втором гите. Он показал результат 850 очков. Неплохо начал и чемпион мира 1962 года в команде Валерий Пичужкин. Но приближаясь к «Наклонному забору», он слишком долго решал, как преодолеть — в прыжке или с шага? Но лошадь уже развила высокую скорость, и когда спортсмен резко потянул на себя повод, желая притормозить, она заартачилась и вышла из повиновения. В итоге Пичужкин так и сумел найти взаимопонимание с лошадью. Результат всего 670 очков.
В нынешнем сезоне победителями большинства турниров становились Стасис Шапарнис, Борис Онищенко или Павел Леднёв. Из этой тройки первым стартовал Шапарнис. Его выступление на Херсоне в целом было успешным, результат 1040 очков. Неудачно начал маршрут Леднёв. Он уже на первом препятствии совершил закидку и повал. Потеряно 60 очков. Однако в дальнейшем Леднёву удалось пройти остальные препятствия без ошибок и сохранить высокие шансы на чемпионское звание — 1040 очков. Борис Онищенко стартовал во втором гите. В это время пошел дождь, что ещё больше осложнило прохождение маршрута. Ошибаться Онищенко начал с тринадцатого препятствия, не рассчитал темпа и прыгнул поздно. Не лучшим образом киевлянин прошел и остальные препятствия. 975 очков, не катастрофа, но положение все же не из блестящих.
Соревнования выиграл московский спартаковец Валерий Гунин. Он как и Владимир Кравцов (Даугава) получили по 1070 очков, но Гунин прошел маршрут быстрее соперника.
- Верховая езда. Итоговые результаты.

| Место | Спортсмен    | Общество                 | Очки |
| ----- | ------------ | ------------------------ | ---- |
| 1.    | В. Гунин     | Спартак, Москва          | 1070 |
| 2.    | В. Кравцов   | Даугува, Рига            | 1070 |
| 3.    | В. Назаров   | Спартак, Москва          | 1040 |
| 4.    | Э. Сдобников | Вооруженные Силы, Москва | 1040 |
| 5.    | С. Шапарнис  | Вооруженные Силы,        | 1040 |
| 6.    | Павел Леднёв | Вооруженные Силы, Львов  | 1040 |

## Фехтование
3 августа 1968 года. Спортивный зал ЦСКА (комсомольский пр-т, 17).
После Токийской Олимпиады наши пятиборцы поняли, что без солидной подготовки в фехтовании не стоит и мечтать о высоких результатов. Слишком много мы проигрываем основным соперникам, венгерским пятиборцам, в этом упражнении. Поэтому в последние годы спортсмены и тренеры постарались немало, чтобы освоить «науку мушкетеров».
Группа лидеров определилась в середине турнира. После 21 поединка турнирную таблицу возглавили Леднёв, Онищенко, Шапарнис, Калынь и Сватенко. Особенно порадовал Павел Леднёв, которого раньше упрекали за недостаток выносливости. На этот раз он выдержал многочасовой марафон до конца. Дело в том, что пятиборцы знают мастерство Леднёва, выходя на встречу с ним, обычно действуют робко. А робость — родная сестра скованности. Поэтому Леднёву и удается сразу брать инициативу в свои руки и вести бой в удобной для себя манере. Некоторые бросаются в другую крайность. Так поступил С. Мозгов (Труд). Едва услышав команду судьи, он рванулся на соперника. Но Леднева он не застал врасплох, армеец уклонился от чужой шпаги и четким движением в 4-й защите нанес укол. В итоге Леднёву удалось на фехтовании сделать хороший задел на победу в общем зачете.
- Фехтование. Личное первенство.

| Место | Спортсмен   | Общество                                        | Очки |
| ----- | ----------- | ----------------------------------------------- | ---- |
| 1.    | П. Леднёв   | Вооруженные Силы, Львов (лично)                 | 1150 |
| 2.    | Б. Онищенко | Динамо, Киев (лично)                            | 1075 |
| 3.    | Г. Минаков  | Динамо, РСФСР                                   | 1025 |
| 4.    | К. Лийв     | Динамо, Эстония                                 | 1000 |
| 5.    | С. Шапарнис | Вооруженные Силы, (Прибалтийский Военный округ) | 975  |
| 6.    | Н. Никитин  | Динамо, РСФСР                                   | 950  |

## Стрельба
4 августа 1968 года. Соревнования пятиборцев в стрельбе проходили в подмосковных Мытищах на стрельбище «Динамо».
Перед третьим видом чемпионата турнирную таблицу возглавляли Леднёв, Онищенко и Шапарнис. Павел Леднёв и Борис Онищенко выступали во второй смене. Леднев в первой серии выбил 48 очков, в второй тоже 48, третья серия — 46 очков. В последней серии Леднёв выправляет положение — 49. Итоговый результат 191 очко. Онищенко все серии отстрелял ровно по 48 очков, итог — 192. Шапарнис выступал в третьей смене. И сразу провал, только 45 очков. Многие специалисты говорили, что Шапарнис очень часто плох в стартовых сериях, но потом безупречными выстрелами наверстывает упущенное. Но в этот раз не получилось. Результат 188 очков, вывели его из претендентов на золотую медаль.
- Стрельба.

Личное первенство.
| Место | Спортсмен     | Общество              | Очки |
| ----- | ------------- | --------------------- | ---- |
| 1.    | В. Веренчук   | (лично)               | 197  |
| 2.    | О. Торчинский | (лично)               | 196  |
| 3.    | Г. Минаков    | Динамо, РСФСР         | 196  |
| 4.    | А. Мокеев     | Вооруженные Силы, МВО | 195  |
| 5.    | С. Чернавин   | Даугава, Рига         | 195  |
| 6.    | В. Кряжев     | (лично)               | 195  |
| 7.    | В. Захаренко  | (лично)               | 195  |
| 8.    | Ю. Лысенко    | (лично)               | 195  |

Стрельба. Командный зачет.
| Место | Общество              | Очки  |
| ----- | --------------------- | ----- |
| 1.    | Динамо, Литовская ССР | 2 912 |
| 2.    | Даугава, Рига         | 2 890 |
| 3.    | Динамо, РСФСР         | 2 868 |

Турнирное положение после трех видов.
Командное первенство.
| Место | Общество               | Очки  |
| ----- | ---------------------- | ----- |
| 1.    | Динамо, РСФСР          | 8 368 |
| 2.    | Динамо, Эстонская ССР  | 8 043 |
| 3.    | Динамо, Грузинская ССР | 8 007 |

Личное первенство.
| Место | Спортсмен   | Общество                             | Очки  |
| ----- | ----------- | ------------------------------------ | ----- |
| 1.    | П. Леднёв   | Вооруженные Силы, лично              | 3 124 |
| 2.    | Г. Минаков  | Динамо, РСФСР                        | 3 024 |
| 3.    | Б. Онищенко | Динамо, лично                        | 8 007 |
| 4.    | К. Лийв     | Динамо, Эстонская ССР                | 2 923 |
| 5.    | С. Шапарнис | Вооруженные Силы, (Прибалтийский ВО) | 2 883 |
| 6.    | В. Сватенко | Енбек, Казахская ССР                 | 8 007 |

## Плавание
5 августа 1968 года. Закрытый 50-метровый бассейн ЦСКА. Дистанция 300 м вольным стилем.
Первым высокие секунды показал В. Захаренко (Ереван) — 3.48,3. В третьем заплыве стартует Борис Онищенко. Киевский пятиборец распределяет силы очень грамотно. 100 м — 1.10,3; 200 м — 2.25,0 и в итоге — 3.40,8. Этот результат позволил Онищенко стать победителем в плавании.
Заплыв в котором стартовали Леднёв, Шапарнис, Назаров (Спартак) и Белов (Ереван), оказался весьма поучительным. Есть мнение, что в плавании у пятиборцев нет простора для тактической игры. Но это оказалось не так. Резво начал Назаров 100 м за 1.09,1. Он уверенно лидировал до середины дистанции. Поначалу за ним потянулись Леднёв и Белов, но видимо смекнули, что такой темп их может подвести. И не ошиблись. На финише Назаров очень сильно сдал, и его легко обошли соперники. В итоге Леднёв опередил Назарова на 6 секунд, а Белов на 4 секунды.
Теперь о другом обстоятельстве. Как отметил мастер спорта Лев Матюшенко, сильнейшие пловцы мира давно освоили поворот «сальто», при этом они не касаются рукой стенки бассейна. Наши пятиборцы пока используют этот прием на тренировках. На соревнованиях «сальто» увидишь не часто. На чемпионате все сильнейшие пятиборцы делали повороты по старинке. Особенно пострадал от этого Стас Шапарнис, который много драгоценных секунд потерял на поворотах.
- Плавание.

Личное первенство.
| Место | Спортсмен   | Общество                       | Очки             |
| ----- | ----------- | ------------------------------ | ---------------- |
| 1.    | Б. Онищенко | Динамо, Киев, лично            | 3.40,8/1081 очко |
| 2.    | П. Леднёв   | Вооруженные Силы, Львов, лично | 3.42,3/1072      |
| 3.    | В. Белов    | Динамо, Ереван, лично          | 3.44,3/1060      |
| 4.    | С. Шапарнис | Вооруженные Силы, ПрибВО       | 3.45,0/1044      |
| 5.    | В. Кряжев   | (лично)                        | 3.46,8/1045      |
| 6.    | В. Назаров  | Спартак, Москва                | 3.48,1/1036      |

Плавание. Командный зачет.
| Место | Общество                 | Очки  |
| ----- | ------------------------ | ----- |
| 1.    | Спартак                  | 3 084 |
| 2.    | Прибалтийский ВО         | 2 995 |
| 3.    | Южная группа войск (ЮГВ) | 2 952 |

Турнирное положение после 4 видов.
Командное первенство.
| Место | Общество              | Очки   |
| ----- | --------------------- | ------ |
| 1.    | Динамо, РСФСР         | 11 005 |
| 2.    | Динамо, Эстонская ССР | 10 938 |
| 3.    | Спартак               | 10 900 |

Личное первенство.
| Место | Спортсмен   | Общество                             | Очки  |
| ----- | ----------- | ------------------------------------ | ----- |
| 1.    | П. Леднёв   | Вооруженные Силы, лично              | 4 196 |
| 2.    | Б. Онищенко | Динамо, лично                        | 4 081 |
| 3.    | С. Шапарнис | Вооруженные Силы, (Прибалтийский ВО) | 3 937 |
| 4.    | В. Сватенко | Енбек, Казахская ССР                 | 3 866 |
| 5.    | К. Лийв     | Динамо, Эстонская ССР                | 3 857 |
| 6.    | Г. Минаков  | Динамо, РСФСР                        | 3 844 |

## Бег
6 августа 1968 года. Конно-спортивная база «Планерная» ДСО «Спартак». Дистанция 4 км.
В основном все тренеры и спортсмены были уверены в победе Павла Леднёва. Так оно и получилось. Никаких драматических событий в этот день не произошло. На отметке 1,5 км Леднёв уступал Онищенко 9 секунд. На 2 км результаты были такими: Шапарнис — 6.51; Онищенко — 6.55; Леднёв — 7.03. Эти незначительные интервалы говорили, о том, что после финиша четырёх километровой дистанции все могут поздравлять Леднёва с золотой медалью чемпиона. И он не упустил эту возможность.
В соревновании по кроссу первое место занял В. Ланской (ЮГВ) — 13.37,8.
- Итоговые результаты после 5 видов.

Личное первенство.
| Место | Спортсмен   | Общество                       | Очки  |
| ----- | ----------- | ------------------------------ | ----- |
| 1.    | П. Леднёв   | Вооруженные Силы, Львов, лично | 5 202 |
| 2.    | Б. Онищенко | Динамо, Киев, лично            | 5 120 |
| 3.    | С. Шапарнис | Вооруженные Силы, ПрибВО       | 5 006 |

В командном первенстве первое место и звание чемпиона СССР завоевала команда ЮГВ (Южная группа войск) в составе: Т. Фроленко, В. Ланского, А. Шевченко.